# Muricinae
Muricinae — подсемейство морских переднежаберных моллюсков семейства иглянки. Muricinae включает примерно 780 валидных видов. Из них 378 ископаемых и 400 современных (Merle et al. 2011). Это подсемейство включает род Murex и многие другие близкородственные роды.

## Систематика
Подразделение Muricidae на подсемейства в основном основано на работе Bouchet & Rocroi (2005), которые объединили морфологические и молекулярные данные для определения Muricinae. Однако, исходя из последних данных, это подсемейство может представлять собой полифилетическую группу. Традиционно Muricinae подразделяются на пять неформальных групп, которые включают 47 родов и подродов (Merle et al. 2011):

### Muricinae в узком понимании
- Murex Linnaeus, 1758
- Promurex Ponder & Vokes, 1988
- Haustellum Schumacher, 1817
- Vokesimurex Petuch, 1994
- Siratus Jousseaume, 1880
- Bolinus Pusch, 1837
- Hexaplex (в узком понимании) Perry, 1811
- H. (Muricanthus) Swainson, 1840
- H. (Trunculariopsis) Cossmann, 1921
- Chicoreus (в узком понимании) Montfort, 1810
- C. (Chicopinnatus) Houart, 1992
- C. (Rhizophorimurex) Oyama, 1950
- C. (Triplex) Perry, 1810
- Chicomurex Arakawa, 1964
- Phyllonotus Swainson, 1833
- Naquetia Jousseaume, 1880

Следующие четыре группы должны рассматриваться как временные и условные:

### Группа Pterynotus-Textilomurex
- Pterynotus (в узком понимании) Swainson, 1833
- P. (Pterymarchia) Houart, 1995
- Textiliomurex Merle, 2011

### Группа основних мурексових
- Timbellus de Gregorio, 1885
- Pterochelus Jousseaume, 1880
- Purpurellus Jousseaume, 1880
- Ponderia Houart, 1986
- Prototyphis Ponder, 1972
- Poirieria (в узком понимании) Jousseaume, 1880
- P. (Actinotrophon) Dall, 1902
- P. (Caelobassus) Stilwell & Zinsmeister, 1992
- P. (Pagodula) Monterosato, 1884
- Paziella (в узком понимании) Jousseaume, 1880
- P. (Bouchetia) Houart & Héros, 2008
- P. (Flexopteron) Shuto, 1969
- Crassimurex (в узком понимании) Merle, 1990
- C. (Eopaziella) Gürs, 2001
- Harmatia Noszky, 1940
- Gamurex Merle, 2011
- Falsimuricopsis Merle, 2011

### Группа Calotrophon-Attiliosa
- Calotrophon (в узком понимании) Hertlein & Strong, 1951
- C. (Acantholabia) Olsson & Harbison, 1953
- C. (Panamurex) Woodring, 1959
- Attiliosa Emerson, 1968

### Группа Aspelloid
- Aspella Mörch, 1877
- Dermomurex (в узком понимании) Monterosato, 1890
- D. (Gracilimurex) Thiele, 1929
- D. (Takia) Kuroda, 1953
- D. (Trialatella) Berry, 1964
- D. (Viator) Vokes, 1974
- Ingensia Houart, 2001